# Aagje (hoorspel)
Aagje in een hoorspel van Franz Hiesel. Agathe werd op 3 februari 1975 door de Bayerischer Rundfunk uitgezonden. Willy Wielek-Berg vertaalde het en de VARA zond het uit op vrijdag 26 december 1975. De regisseur was Ad Löbler. Het hoorspel duurde 52 minuten.

## Rolbezetting
- Hans Karsenbarg (Paul)
- Willy Brill (Mimi)
- Gerrie Mantel (Marianne)
- Willy Ruys (meneer Bitter)
- Tine Medema (mevrouw Berger)
- Eva Janssen (mevrouw Stein)
- Jan Borkus (Winter)
- Joke Reitsma-Hagelen (de directrice)
- Tonny Foletta & Jan Verkoren (de politiemannen)

## Inhoud
Aagje woont op de zestiende verdieping van een torenflat. Paul en Mimi hebben haar kost en inwoon gegeven toen ze nog klein was, en nu groeit ze samen met het tweejarige dochtertje van de Pfeiffers op. De honderd huurders van de torenflat zijn tegen Aagje, want Aagje is een varken… Daarbij was het voor Paul en Mimi slechts een pioniersdaad: ze wilden zelf voor gegarandeerd biologisch vlees zorgen, voor eigen gebruik. Maar kort voor het slachtfeest merken ze, dat ze geen rekening hebben gehouden met de persoonlijke band met Aagje. Waar moet die nu naartoe? De jonge idealisten moeten ervaren, dat hun dilemma pas begint als bereikt is wat ze zich hebben voorgenomen. Een les trekken ze er niet uit. Een tweede poging, onder een andere dierlijke voorwaarde, moet ondernomen worden; alleen al om het lastige gedrag van de torenflatgemeenschap om te smeden tot harmonie…